# Dominic McLaughlin
Dominic McLaughlin, född 2014, är en brittisk skådespelare.
Dominic McLaughlin har bland annat medverkat i filmen Grow där han spelade Oliver Gregory. Han kommer även att medverka i BBC-produktionen Gifted. I maj 2025 meddelades att han kommer att spela Harry Potter i den kommande TV-serien Harry Potter.

## Filmografi (i urval)
- 2025 – Gifted (TV-serie)
- 2025 – Grow
- 2027 – Harry Potter (TV-serie)